# Рукавишникова, Ирина Валерьевна
Ирина Валерьевна Рукавишникова (род. 3 февраля 1973, Ростов-на-Дону) — российский юрист и политик, с сентября 2018 года по ноябрь 2024 года представитель от Законодательного собрания Ростовской области в Совете Федерации ФС РФ (2018—2024), первый заместитель председателя комитета Совета Федерации по конституционному законодательству и государственному строительству.
Находится под санкциями 27 стран ЕС, Великобритании, США, Канады, Швейцарии, Австралии, и ряда других государств.

## Биография
В 1995 году окончила Ростовский государственный университет по специальности юрист.

### Ростовский государственный экономический университет
Ирина Валерьевна начала свою трудовую деятельность в 1995 году. Была принята в Ростовскую государственную экономическую академию на должность преподавателя юридического факультета.
С 1997 года — заместитель декана юридического факультета.
В 1998 году в МГУ защитила кандидатскую диссертацию «Гражданско-правовая природа векселя: сущность и её влияние на проблему основания возникновения вексельных обязательств»".
В 2004 году в Саратовской академии права защитила диссертацию на соискание ученой степени доктора юридических наук по теме «Метод финансового права», присвоено научное звание доктора юридических наук.
С 2005 по 2006 год замещала должность исполняющего обязанности декана, а в 2006 году, утверждена в должности декана юридического факультета РИНХ.
С 2005 года по сентябрь 2013 года имела статус индивидуального предпринимателя в сфере[уточнить] недвижимости.

### В Заксобрании Ростовской области
5 созыв (2013—2018)
Летом 2013 года Рукавишникова была выдвинута на выборах в Законодательное собрание Ростовской области 5 созыва в составе списка кандидатов «Единой России», была № 1 в Миллеровской региональной группе № 2. Рукавишникова баллотировалась по партийному списку «Единой России», при этом она была не членом партии, но её сторонником. На состоявшихся 8 сентября 2013 года выборах список кандидатов «Единой России» набрал 62,45 % голосов, партия получила 24 депутатских мандата по единому округу, из них при распределении мандатов один получила Рукавишникова. Всего «Единая Россия» получила 52 депутатских мандата из 60. В заксобрании Ирина Рукавишникова входила во фракцию «Единая Россия». 23 сентября 2013 года на первом организационном заседании заксобрания пятого созыва избрана заместителем председателя заксобрания — председателем комитета по законодательству, государственному строительству и правопорядку.
6 созыв (2018)
Летом 2018 года Рукавишникова была выдвинута на выборах в Законодательное собрание Ростовской области 6 созыва в составе списка кандидатов «Единой России», была № 1 в Аксайской региональной группе № 18. На состоявшихся 9 сентября 2018 года выборах список кандидатов «Единой России» набрал 56,98 % голосов и при распределении мандатов Рукавишникова получила место в парламенте. Всего «Единая Россия» получила 46 депутатских мандатов из 60. 12 сентября отделение «Единой России» выдвинуло Рукавишникову на должность представителя заксобрания Ростовской области в Совете Федерации РФ. 14 сентября на первом заседании заксобрания VI созыва за её кандидатуру проголосовало большинство (48 — «за», 10 — «против»).

### В Совете Федерации
С февраля 2020 года по ноябрь 2024 года — первый заместитель председателя комитета Совета Федерации по конституционному законодательству и государственному строительству.

## Международные санкции
9 марта 2022 года, на фоне вторжения России на Украину, внесена в санкционный список всех стран Европейского союза так как она голосовала за ратификацию договоров о дружбе с самопровозглашёнными ЛНР и ДНР.
23 марта 2022 года внесена в санкционный список Канады «соратников режима» за содействие в нарушения суверенитета и территориальной целостности Украины.
Указом президента Украины Владимира Зеленского от 7 сентября 2022 находится под санкциями Украины за «поддержку незаконным попыткам России аннексировать суверенную украинскую территорию путем проведения фиктивных референдумов».
30 сентября 2022 года внесена в санкционный список Соединённых Штатов Америки «за аннексию Путиным регионов Украины» и одобрения закона о фейках. Государственный департамент отмечает что сенаторы «проголосовали за одобрение просьбы Путина о вводе войск в Украину, что послужило неоправданным предлогом для полномасштабного вторжения России в Украину».
По аналогичным основаниям находится под санкциями Великобритании, Швейцарии, Новой Зеландии и Австралии

## Семья, личная жизнь
В начале 2000-х годов Ирина Рукавишникова являлась супругой Андрея Коровайко, генерального директора и совладельца концерна «Покровский». С 1995 по 2001 год Коровайко работал на юридическом факультете Ростовского государственного экономического университета. Супруги развелись в 2011 году. Рукавишникова воспитывает сына.

## Награды
- Орден Дружбы (26 января 2023 года) — за большой вклад в развитие парламентаризма, активную законотворческую деятельность и многолетнюю добросовестную работу[21]
- Премия «Цифровой юрист года» в номинации «За вклад в развитие законодательства в области цифрового права» (2023 год)[22]